# Dembo Darboe
Dembo Darboe (Brikama, 17 augustus 1998) is een Gambiaans voetballer die als aanvaller speelt. Hij verruilde KF Shkupi in januari 2021 voor Sjachtjor Salihorsk.

## Carrière
Darboe begon zijn professionele voetbalcarrière op 17-jarige leeftijd bij Real de Banjul FC. Hier speelde hij slechts een seizoen. In de zomer van 2017 maakte hij zijn eerste transfer naar het Senegalese ASEC Ndiambour, waar hij twee seizoenen verbleef. In 2019 verzilverde Darboe zijn transfer naar Europa. Hij tekende voor het Macedonische KF Shkupi. In januari 2021 transfereerde Darboe naar Sjachtjor Salihorsk in Wit-Rusland.
Na successen in Wit-Rusland vertrok Darboe naar Al-Nasr SC uit de Verenigde Arabische Emiraten dat hem na enkele wedstrijden uitleende aan de Kazachse recordkampioen Astana.

## Interlandcarrière
Darboe maakte in januari 2022 zijn officieel debuut bij de nationale ploeg. Bondscoach Tom Saintfiet liet hem starten in de eerste groepsmatch van de Afrika Cup tegen Mauritanië die met 1-0 gewonnen werd.

## Erelijst
| Wit-Russisch Kampioen  | 1x | 2020/21 |
| Wit-Russische Supercup | 1x | 2021    |